# Paraphoxus maculatus
Paraphoxus maculatus är en kräftdjursart som beskrevs av Édouard Chevreux 1900. Paraphoxus maculatus ingår i släktet Paraphoxus och familjen Phoxocephalidae. Inga underarter finns listade i Catalogue of Life.